# 警报信号
动物在交流时经常会对彼此发出警報信號，用来信号警示周围的同类附近存在的威胁。这是一种反捕食者适应，广泛存在于社会性动物中。许多灵长类和鸟类有复杂的警告声音。鱼和昆虫则会采用声音以外的方式，比如释放化学物质。